# インジゴカルミン

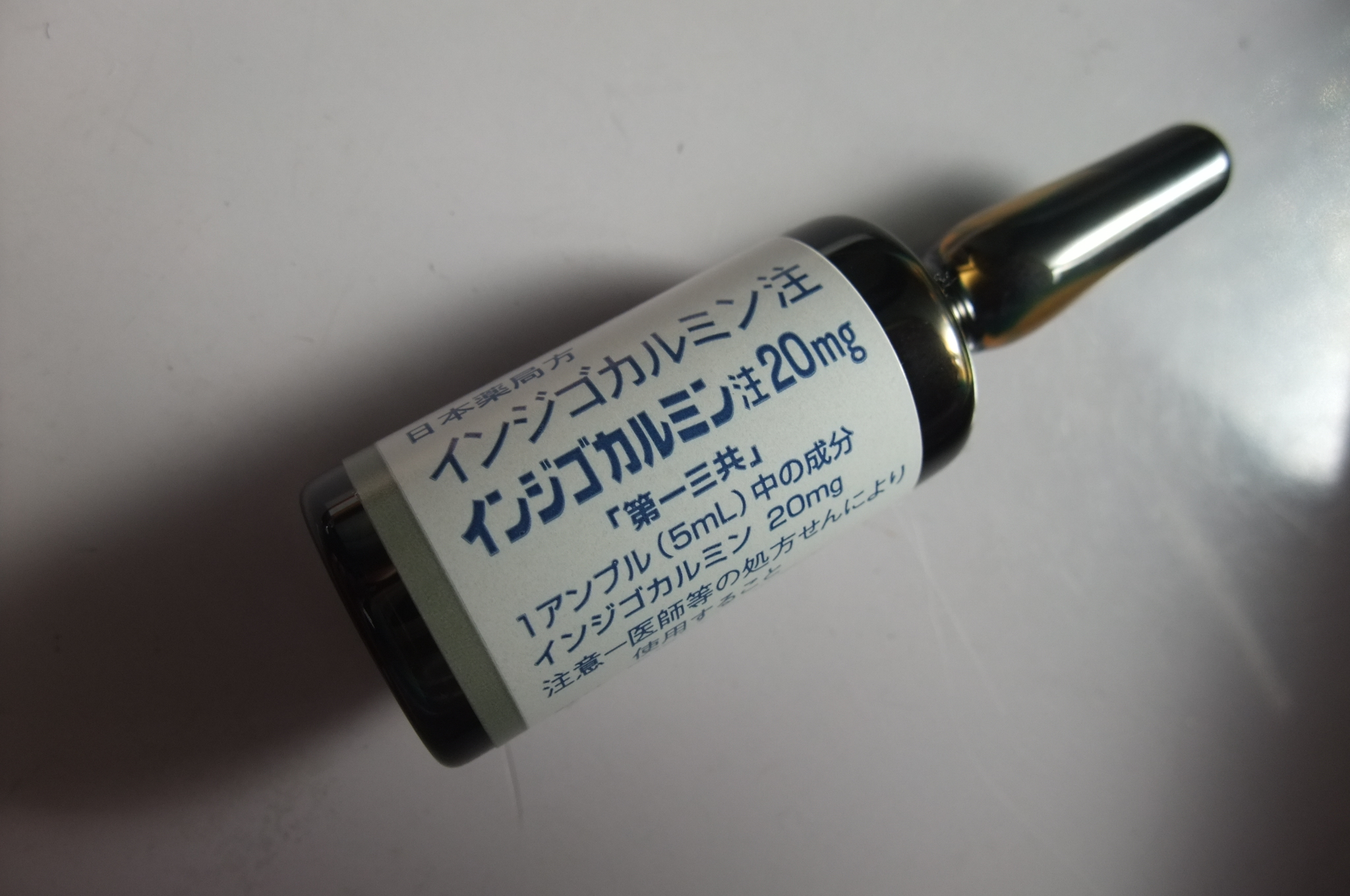
医療用インジゴカルミンのアンプル

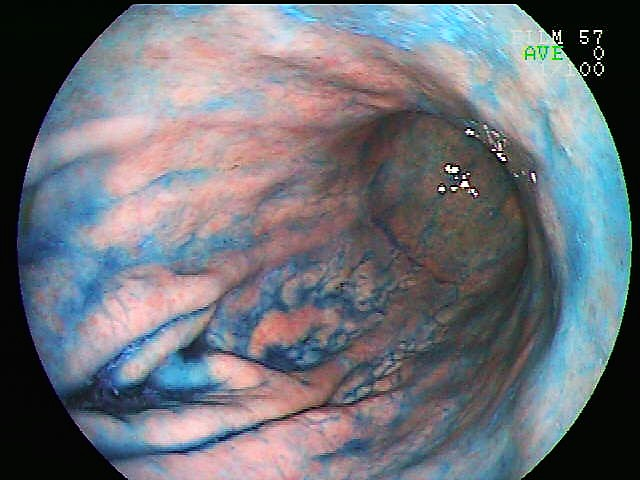
インジゴカルミンによる色素内視鏡(上部消化管内視鏡)

インジゴカルミン (Indigo carmine) は、やや紫がかった青色に着色することのできる着色料。インジゴイド系の食用タール色素に分類される合成着色料である。インジゴカーミンとも呼ばれる。食品衛生法では青色2号（あおいろにごう）として食品添加物に指定されている。常温では暗紫青（暗紫褐色）の粒または粉末状の固体で、無臭である。熱や光、塩基に弱く、還元されやすい。
工業的には、インディゴに対して濃硫酸や発煙硫酸を用いてスルホン化することによって作り出す。

## 医療における利用

### 効能又は効果 (医薬品として)
- 腎機能検査（分腎機能測定による）
- 次の疾患におけるセンチネルリンパ節の同定
  - 乳癌、悪性黒色腫

### 用法
1. 分腎機能検査…静脈投与し、膀胱鏡で左右それぞれの尿管からの初排泄までの時間を測定し[1]、左右の腎機能の評価を行う。ただしこういった手段を使用しなくても各種画像検査でおおよそ左右の腎機能差は予測できるので、あまり実施されることはない。
2. センチネルリンパ節の同定…乳癌のセンチネルリンパ節の同定においては、インジゴカルミンとして通常20mg（5mL）以下を悪性腫瘍近傍又は乳輪部の皮下に適宜分割して投与する。悪性黒色腫のセンチネルリンパ節の同定においては、インジゴカルミンとして通常4～12mg（1～3mL）を悪性腫瘍近傍の皮内数箇所に適宜分割して投与する。
3. 色素内視鏡検査…上部消化管内視鏡や大腸内視鏡で用いられ、病変部やヒダの集中にたまることでコントラストが付く。

## 検出液としての利用
インジゴカルミンの水溶液に還元剤として亜ジチオン酸ナトリウムを作用させると、無色または薄い黄色の還元体に変わる。この還元体は酸化を受けやすく、少しでも酸素があると再びインジゴカルミンに戻り青色を呈することから、酸素の検出に利用される。
色に pH依存性があることを利用して、pH指示薬として用いられる。pH が 11.4 以下では青色、pH が 13.0 以上の強塩基性条件下では黄色を呈する。

## 着色料としての利用
主に食品添加物や工業製品の着色用途として使用される。旧厚生省は天然に存在しない添加物に分類している。他の着色料では得られにくい独特な紫青色に着色できる。食品用途には、チョコレートや和菓子への使用が多い。

2025年4月22日、アメリカ食品医薬品局は着色料を段階的に廃止する方針を公表。特に青色2号を含む6つの着色料については名指しで、食品業界と連携して2026年末までに排除することとした。